# صموئيل سان خوسيه فرنانديز
صموئيل سان خوسيه فرنانديز (بالإسبانية: Samuel San José)‏ (1 مارس 1984 في إسبانيا - ) هو لاعب كرة قدم إسباني في مركز الدفاع. لعب مع بونفيرادينا وراسينغ سانتاندير وريال سبورتينغ خيخون ونادي لاس بالماس وأتليتكو سان لويس ورايو كانتابريا ‏.

## وصلات خارجية
- صموئيل سان خوسيه فرنانديز على موقع قاعدة بيانات كرة القدم.إي يو (الإنجليزية)
- صموئيل سان خوسيه فرنانديز على موقع Soccerway.com (الإنجليزية)
- صموئيل سان خوسيه فرنانديز على موقع AS.com (الإسبانية)